# Natalia Sancha
Natalia Sancha (Huelva, 1979) és una fotoperiodista andalusa especialitzada en el món àrab.
La seva mare d'Almonaster la Real i el seu pare d'Aroche es van traslladar a viure a Algèria per motius laborals des que ella va néixer fins que va tenir 10 anys. Després es van traslladar a Madrid, on va estudiar Periodisme a la Universitat Complutense (2004). També té un màster en Ciències Polítiques per l'Institut d'Estudis Polítics de París. Amb la beca Fulbright va fer el màster en Estudis Àrabs i Ciències Polítiques per la Universitat de Georgetown.
L'aixecament Zapatista del 200 va ser la seva primera experiència com a periodista, tot i que no va vendre res. El 2003 va repetir després d'anar als territoris palestins. Va provar de treballar un temps en laboratoris d'idees com la fundació Alternativas o el Real Instituto Elcano, on estaria fins al 2008. També va començar a ser delegada de l'ONG Cives Mundi, el que va fer fins al 2015.
Des del 2008 viu al Líban. Des del 2013 és col·laboradora del diari El País per a Síria i el Líban. També publica a agències com Associated Press o France Presse, a revistes com El País Semanal o Revista 5W, i a diaris com Egypt Independent; Afkar/Ideas, Política Exterior, Jadaliyya i Esglobal.
És coautora del llibre Siria. La primavera marchita coordinat per Antonio Pampliega el 2015, on participa cobrint el govern de Síria, una zona de difícil accés pels professionals estrangers. També ha participat a Passing Throuth, un llibre de fotografia sobre els refugiats sirians del sur de Turquia. També ha participat a l'exposició Ellas. Metamorfosis sirias, o Acampa Coruña 2019.